# Khoresht-e Mast

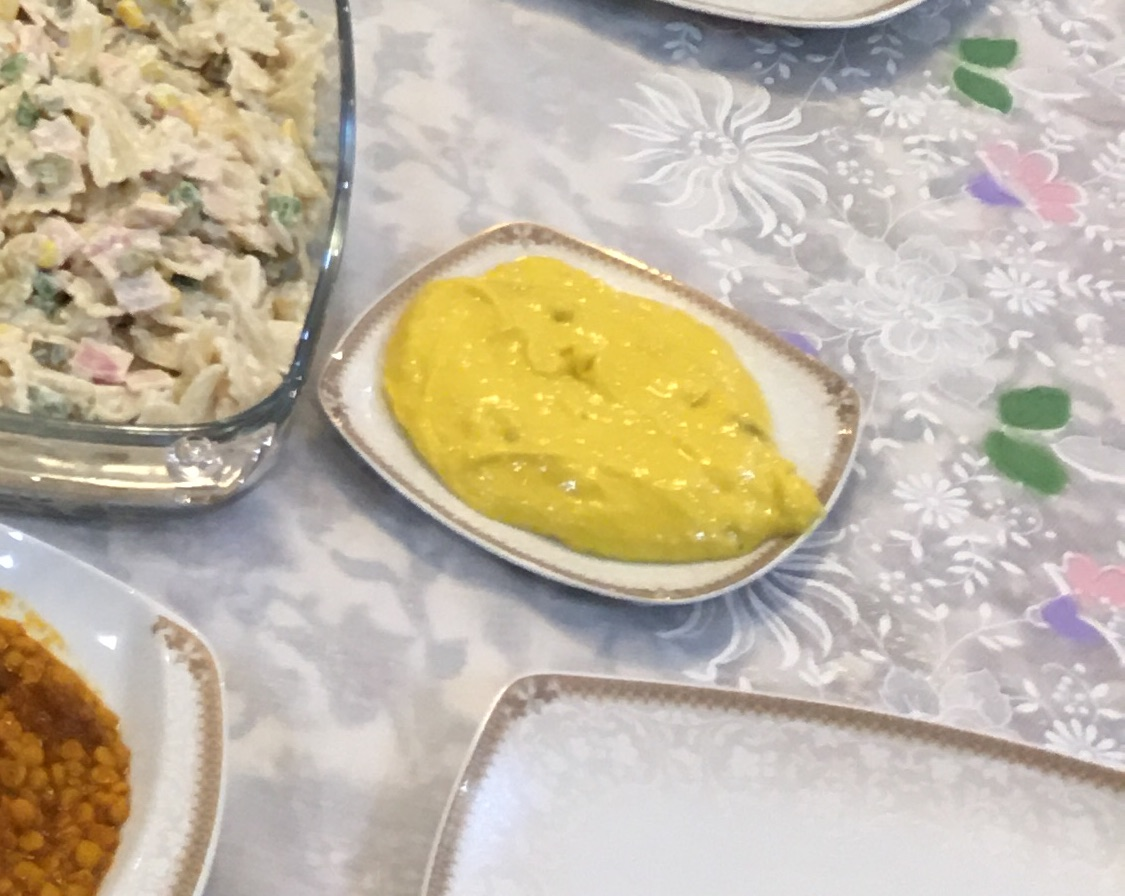
Khoresht-e Mast

Khoresht-e Mast (persisch خورش ماست, wörtlich Joghurtgericht) ist ein Gericht der iranischen Küche. Es wird als Vorspeise oder Dessert serviert. Die Hauptkomponenten sind Fleisch, Joghurt und Safran. Es stammt aus der Stadt Isfahan. Es war ein Hauptgericht am königlichen Hof.

## Verwandte Gerichte mit Fleischeinlage
Ein ähnliches Gericht, das im Mittelalter in Europa sehr bedeutend war, ist Blanc manger. Das türkische Dessert Tavuk Göğsü ist eine weitere Süßspeise mit Fleischfasern, in diesem Fall vom Hähnchen. Ein ähnliches, aber breiweiches Gericht aus stundenlang gekochtem Fleisch und Getreide ist Haleem. Dieses wird im Iran, in Südindien (Hyderabad) und in Usbekistan besonders im Ramadan serviert.